# Шепард, Эрнест
Эрне́ст Ха́уэрд Ше́пард (англ. Ernest Howard Shepard) или Э. Х. Шепард (англ. E. H. Shepard); 10 декабря 1879, Лондон — 24 марта 1976, Мидхёрст) — английский художник и книжный иллюстратор. Знаменит иллюстрациями к книгам Кеннета Грэма «Ветер в ивах» и особенно «Винни-Пуху» Алана Милна; в обоих циклах фигурируют антропоморфные животные.
Участник Первой мировой войны, работал с 1907 в журнале «Панч», сатирически освещая там войну (при этом получил Военный крест за храбрость в бою). С 1921 штатный карикатурист, проработал в «Панче» вплоть до 1953 (последние восемь лет как главный карикатурист).
Милну рекомендовал Шепарда другой штатный художник «Панча» Э. В. Лукас (1868–1938). Поначалу Милн скептически относился к перспективам их сотрудничества и попросил Шепарда проиллюстрировать сборник детских стихов «When We Were Very Young». Оценив картинки как очень удачные, Милн настоял, чтобы Шепард проиллюстрировал «Винни-Пуха». Впоследствии Шепард (как сам Милн, так и его сын Кристофер Робин) испытывал определённое отторжение от Пуха, считая, что этот образ незаслуженно затмил все остальные его работы.
Моделью для Пуха Шепарду послужил не настоящий Винни-Пух Кристофера Робина, а мишка по имени Ворчун (Growler) его собственного сына (в отличие от Винни, Ворчун не сохранился — его уничтожила собака Шепарда). В 1969 году, при жизни Шепарда, в музее Виктории и Альберта была устроена выставка 300 эскизов его иллюстраций к «Пуху».
Шепард писал Пуха и маслом; эта уникальная картина была продана за 285 тысяч долларов в 2000 году и ныне выставлена в канадском Виннипеге (на родине медведицы Винни, в честь которой Пух получил своё имя).
Шепард написал две автобиографии: Drawn from Memory (1957) и Drawn From Life (1962). Его сын Грэм погиб 21 сентября 1943 года во Второй мировой войне, когда его судно было потоплено немецкой подлодкой. Его дочь Мэри также стала иллюстратором и иллюстрировала «Мэри Поппинс» Памелы Трэверс.